# Spectrobasis
Spectrobasis là một chi bướm đêm thuộc họ Geometridae.